# Gregor-von-Scherr-Schule
Die Gregor-von-Scherr-Schule (auch: Staatliche Realschule Neunburg v. W.) ist eine öffentliche, sechsstufige, staatliche Realschule in Neunburg vorm Wald, wobei der Landkreis Schwandorf als Sachaufwandsträger auftritt. Unterrichtet werden an der Gregor-von-Scherr-Schule 465 Mädchen und Jungen (Stand: Schuljahr 2022/23). Das Einzugsgebiet der Schule erstreckt sich von Schönsee, Oberviechtach und Teunz im Norden über Rötz, Thanstein und Neukirchen-Balbini im Osten sowie über die Gemeinden Bruck, Bodenwöhr und Nittenau im Süden bis hin zu Altendorf, Schwarzach und Schwarzhofen im Westen. Namensgeber der Schule ist der 1804 in Neunburg vorm Wald geborene Gregor von Scherr, der von 1856 bis 1877 Erzbischof von München und Freising war.

## Lage und Größenordnung
Die Gregor-von-Scherr-Schule liegt am Stadtrand von Neunburg vorm Wald in der Katzdorfer Straße. Die Schülerzahl im Schuljahr 2023/24 betrug 464 Schüler.

## Geschichte

### Gründung
Nach dem Zweiten Weltkrieg wurden in den Nachbarstädten weiterführende Schulen gegründet, während die Schüler aus der Stadt Neunburg vorm Wald pendeln mussten. Am 26. Juni 1962 wurde der Bescheid für die Errichtung einer „Staatlichen Mittelschule für Knaben und Mädchen“ in der Stadt Neunburg erlassen. Daraufhin verpflichtete sich der Landkreis, die Kosten für das Schulgebäude zu übernehmen, während die Stadt ein Baugrundstück kostenlos zur Verfügung stellen und auf Erschließungskosten verzichten sollte.

### Aufbau (1962–1964)
Bereits 10 Wochen nach dem Gründungsbescheid startete der Unterricht an der Schule am 4. September 1962, zunächst mit knapp 100 Schülern und drei haupt- und sechs nebenamtlichen Lehrkräften mit den Wahlpflichtfächergruppen I und II. Die Schüler waren im ersten Jahr in der Berufsschule, später im Rathaus, in der Mädchenschule und im Kolpingheim untergebracht.

### Umzug und Ausbau (1964–1973)
1964 konnten die Schüler unter der Führung von Schulleiterin Theresia Guggenmoos in den drei Millionen DM teuren, kubischen Bau an der Katzdorfer Straße ziehen, 1965 wurde die bisherige Mittelschule in „Staatliche Realschule für Knaben und Mädchen Neunburg v.W.“ umbenannt. Bereits 1969 wurde die neue Schule zu klein. Die für 8 Klassen ausgelegte Schule war zu diesem Zeitpunkt bereits mit 12 Klassen belegt. Im Frühjahr 1972 war der Anbau fertiggestellt.

### Konsolidierung (1973–1982)
Mit dem Anbau konnte 1973 auch die Wahlpflichtfächergruppe III als sozial-musischer Zweig eingeführt werden. 1978 bekam die Schule ihren ersten Computer und das Wahlfach Informatik wurde eingeführt.

### Umbenennung und Sanierung (1982–1995)
Als Namensgeber für die Schule standen verschiedene Vorschläge zur Wahl. Mit Wirkung vom 26. Oktober 1982 – kurz vor der 20-Jahr-Feier – wurde der Staatlichen Realschule Neunburg vorm Wald der Schulname „Gregor-von-Scherr-Schule“ verliehen. 1982 wurden erstmals 523 Schüler in 17 Klassen unterrichtet. Ab dem Jahr 1985 wurden die Freisportanlagen grundlegend saniert. 1991 wurde als eines der ersten dieser Art das Wahlfach „Schulimkerei“ gegründet sowie ein Bienenhaus errichtet. Dafür erhielt die Gruppe den Umweltschutzpreis der Stadt Neunburg v. W.

### Einführung der sechsstufigen Realschule (1995–2005)
Im März 1995 beantragte der Personalrat bei der Schulleitung die Einführung der sechsstufigen Realschule (R6), die aber erst zum Beginn des Schuljahres 2001/2002 eingeführt wurde.

### Aufbruch und Innovation (2005–2015)
Steigende Schülerzahlen an der Gregor-von-Scherr-Schule in Neunburg machten die Einführung des neuen Zweiges IIIa mit dem Profilfach Französisch möglich. Durch die hohen Schülerzahlen konnte ab 2005 erstmals ein zweiter Konrektor installiert werden, im Jahr 2007 wurde erstmals das Wahlfach Tschechisch angeboten. Ein Beachvolleyballfeld, das Klassenzimmer im Freien sowie die neugestaltete Pausenhalle entstanden in dieser Zeit. Seit dem Schuljahr 2010/11 findet jährlich der JobCampus – eine hauseigene Berufswahlmesse – statt. Neben dem vierten Zweig (IIIb) mit Kunsterziehung als Profilfach können besonders talentierte Schüler auch das Fach Werken als zusätzliches Abschlussprüfungsfach ab der sieben Jahrgangsstufe besuchen, begabten Mädchen steht bilingualer Sportunterricht zur Verfügung, in der fünften und sechsten Jahrgangsstufe können die Schüler die Bläserklasse wählen, in der das Erlernen von Blasmusikinstrumenten im Mittelpunkt steht.

### Ganztagsschule und digitaler Unterricht (ab 2015)
Im Schuljahr 2015/16 gelang erstmals die Einrichtung einer Offenen Ganztagsschule (OGS), mit der die Schule den geänderten Anforderungen an die Betreuungszeiten an der Schule Rechnung trägt. Im gleichen Schuljahr beteiligt sich die Schule als einzige Realschule in Bayern sehr erfolgreich am Projekt MundARTWertvoll, einem von Ministerpräsident Horst Seehofer ins Leben gerufenen Wertebündnis. Im Jahr 2016 wurden auf Initiative der Lehrkräfte und der Schulleitung durch den Sachaufwandsträger WLAN-Router installiert, sodass im gesamten Gebäude ein flächendeckendes, gemanagtes WLAN verfügbar ist. Damit fällt der Schule im gesamten Landkreis eine Vorreiterrolle in der Digitalisierung zu. Favorisiert werden aber nicht Laptop- oder Tabletklasse, sondern das Konzept des „Bring your own device“ (BYOD). Die Smartphones der Schüler werden so zu einem häufig genutzten Arbeitsmittel.
Im Jahr 2019 gewann ein Team der Schule als Kooperationspartner den Deutschen Lehrerpreis.

## Schulleiter
| Amtszeit  | Schulleiter         |
| --------- | ------------------- |
| 1962–1966 | Theresia Guggenmoos |
| 1966–1970 | Wolfgang Groos      |
| 1970–1972 | Friedrich Welker    |
| 1972–1987 | Hermann Arnold      |
| 1987–1996 | Adolf Schön         |
| 1996–2002 | Ewald Eckhardt      |
| 2002–2010 | Werner Pavenzinger  |
| seit 2010 | Diana Schmidberger  |